# Blåbärssoppa
La sopa de nabius (en suec: blåbärssoppa; en finès: mustikkakeitto) és una sopa escandinava feta de nabius, que es pot servir freda o calenta. És dolça i conté midó, cosa que li confereix una consistència bastant espessa. Se serveix com a sopa, sovint juntament amb farinetes, o com a beguda. Es pot preparar a casa amb nabius, sucre, aigua i fècula de patata, o es pot comprar ja feta o en pols, per barrejar amb aigua.
La blåbärssoppa se serveix tradicionalment als participants a la marató d'esquí Vasaloppet, ja que és ric en energia. Els nabius s'han utilitzat tradicionalment per combatre les malalties gastrointestinals lleus i, a Suècia i Finlàndia, la blåbärssoppa sovint es considera un aliment adequat per a persones amb malestar estomacal, també perquè és ric en energia.